# Derbi de Baja Sajonia
El Derbi de Baja Sajonia (en alemán: Niedersachsenderby) es la rivalidad de fútbol que existe entre el Hannover 96 y el Eintracht Braunschweig, ambos equipos de la región de Baja Sajonia en Alemania.

## Historia
El primer partido entre ambos equipos se dio el 9 de abril de 1905 por el Campeonato Alemán de Fútbol 1905 y terminó con victoria por 3-2 para el Braunschweig en Magdeburgo. La primera victoria del Hannover se dio en 1927 por 2-0 por el campeonato regional. La rivalidad se da por la cercanía entre las ciudades de Hannover y Braunschweig que es de solo 55 kilómetros, y recibe más cobertura de los medios que enfrentamientos entre otros equipos de Baja Sajonia como la que existe entre VfL Wolfsburg y VfL Osnabrück.
Cuando llegó la Bundesliga de Alemania en 1963 la rivalidad aumentó por el hecho de que el Hannover 96 iba a ser admitido en la nueva liga antes que el Eintracht Braunschweig en su temporada inaugural, pero el 6 de mayo de 1963 decidieron darle la plaza al Braunschweig por mérito deportivo al haber terminado mejor ubicado en la Oberliga en la temporada previa, provocando protestas y renuncias de dirigentes. El Braunschweig fue campeón nacional en 1967 pero perdió ambos partidos ante el Hannover.

## Estadísticas desde 1963
| Torneo            | Partidos | Hannover | Empates | Braunschweig | Goles |
| ----------------- | -------- | -------- | ------- | ------------ | ----- |
| Bundesliga        | 22       | 8        | 8       | 6            | 34–30 |
| 2. Bundesliga     | 17       | 8        | 6       | 4            | 27–17 |
| Regionalliga Nord | 4        | 2        | 1       | 1            | 8–4   |
| DFB-Pokal         | 1        | 0        | 0       | 1            | 0–2   |
| DFB-Ligapokal     | 2        | 0        | 0       | 2            | 2–5   |
| Total             | 46       | 18       | 15      | 14           | 71–58 |